# Мишкінський повіт
Мишкінський повіт — адміністративно-територіальна одиниця Ярославської губернії Російської імперії і РРФСР, що існувала в 1777-1923 роках.  Повітове місто — Мишкін.

## Опис
МишкІнський повіт розташовувався на лівому березі Волги між Мологським, Рибінським і Угличским повітами Ярославської губернії і Кашинським і Калязинським повітами Тверської губернії.
Площа повіту за різними даними від 2177,22 до 2164,3 квадратних верст, або 6,9 відсотка від площі всієї Ярославської губернії.  Поверхня - підвищена рівнина, місцями горбиста, похила на схід і порита ярами; найбільші крутогори знаходяться на кордоні Мологського повіту.

## Історія
Наказом Катерини II 23 лютого 1777 року створено Ярославське намісництво, в складі якого був утворений Мишкінський повіт. У 1796 році було введено новий поділ держави на губернії, повіт став відноситись до Ярославської губернії.  У XIX столітті значних змін у складі Мишкінського повіту не відбувалося.
У 1921 році Мишкінський повіт увійшов до складу новоствореної Рибінської губернії. У лютому 1923 року Рибінська губернія була скасована, а повіт знову повернувся до складу Ярославської губернії, за винятком Васильківської волості, яка відійшла до Кашинського повіту Тверської губернії.
Постановою Президії ВЦВК від 14 листопада 1923 року Мишкінський повіт ліквідовано, його територія увійшла до складу Рибінського повіту за винятком Кліматінської волості, яка відійшла до Углицького повіту.

## Населення
За переписом 1897 року в повіті було 87 030 жителів (35 045 чоловіків і 51 985 жінок), руських - 99,8 відсотків. Місто Мишкін мало населення 2 238 осіб.
За становою ознакою в кінці XIX століття селяни становили 96,7 відсотків від усього населення.
До 1917 року населення повіту зросло до 115 000 мешканців.

## Адміністративний поділ

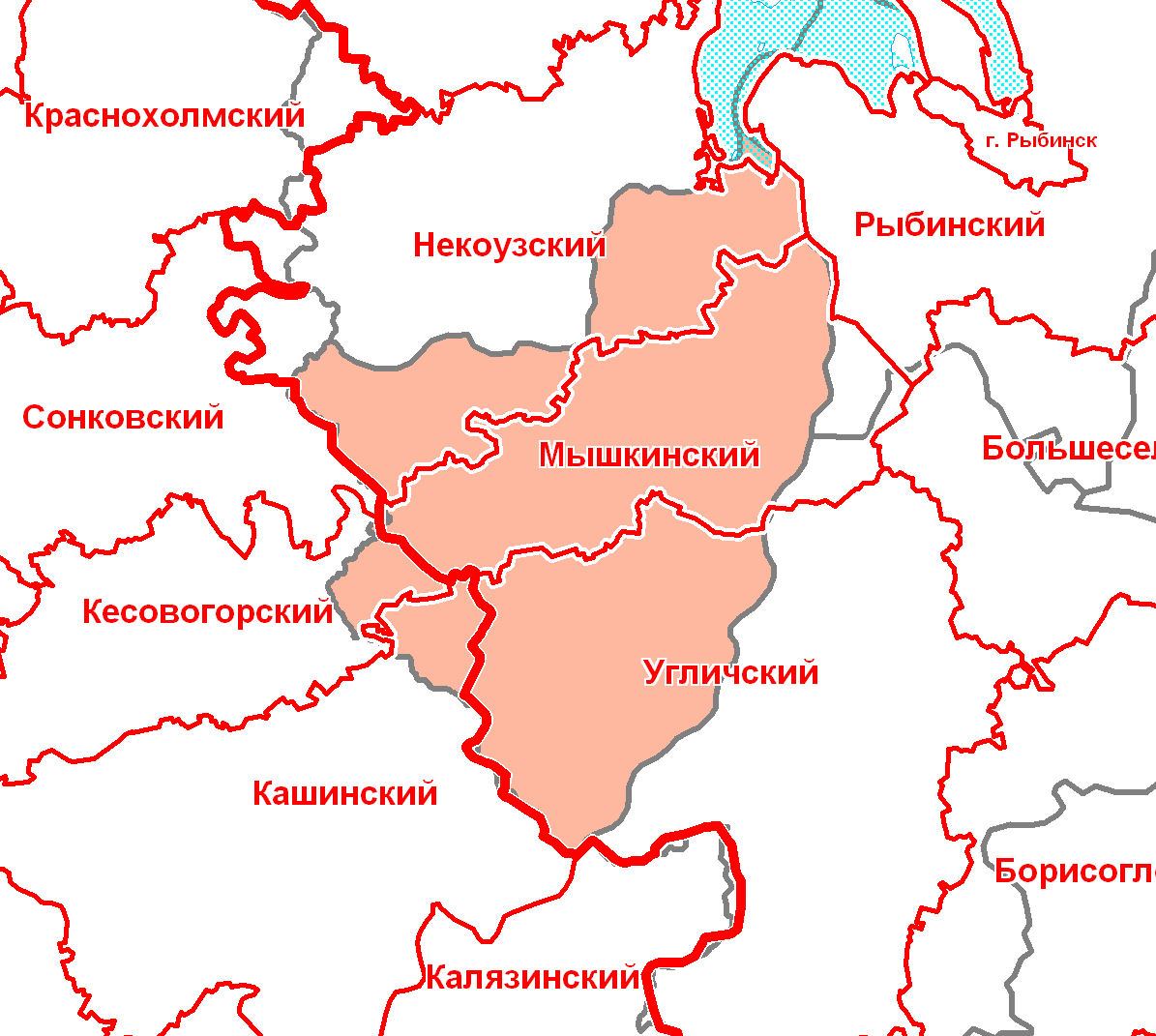
Мишкінський повіт в сучасній сітці районів

У 1890 році до складу повіту входило 21 волостей 
| № п / п | Волость         | Волосне правління     | Число селищ | Населення |
| ------- | --------------- | --------------------- | ----------- | --------- |
| 1       | Архангельська   | c. Архангельське      | 52          | 4821      |
| 2       | Богородска      | с. Богородське        | 21          | 4022      |
| 3       | Васильківська   | д. Дьомине            | 42          | 6154      |
| 4       | Воскресенська   | с. Воскресенське      | 18          | 4128      |
| 5       | Галіцинська     | д. Галіцине           | 23          | 3005      |
| 6       | Єгор`євська     | с. Єгор'євське        | 41          | 4684      |
| 7       | Кліматинська    | д. Новинки            | 40          | 6163      |
| 8       | Крюковська      | с. Крюкове            | 58          | 6670      |
| 9       | Кузяєвська      | с. Микольське-Свєчіне | 22          | 4206      |
| 10      | Муравйовська    | д. Муравйова          | 33          | 3592      |
| 11      | Ново-Микольська | с. Ново-Нікольське    | 88          | 4818      |
| 12      | Оносовська      | д. Максимове          | 33          | 3406      |
| 13      | Платуновська    | д. Костеве            | 3           | 688       |
| 14      | Плосківська     | д. Федоркова          | 36          | 3058      |
| 15      | Поводневська    | с. Поводневе          | 59          | 3194      |
| 16      | Прилуцька       | с. Прилуки            | 23          | 3732      |
| 17      | Роджественська  | с. Рождествене        | 29          | 5388      |
| 18      | Сменцовська     | с. Сменцеве           | 52          | 5921      |
| 19      | Спаська         | с. Спаське            | 32          | 3908      |
| 20      | Хоробровська    | с. Прилуки            | 26          | 3785      |
| 21      | Юр'ївська       | с. Юріївське          | 27          | 4159      |

У 1913 році в повіті було 20 волостей, ліквідована Платуновська волость.
У поліцейському відношенні повіт був розділений на 2 стани:
- 1-й стан, становая квартира д. Ободаєве.
- 2-й стан, становая квартира сельцо Головине.

## Населені пункти
Найбільші населені пункти за переписом населення 1897 р, жит.:
- м. Мишкін - 2 232
- с. Прилуки - 553
- д. Балакірєве - 485

## Відомі уродженці
- Степан Іванович Барановський (1817-1890) - російський інженер.
- Петро Арсенійович Смирнов (1831-1898) - російський підприємець, горілчаний король Російської імперії.

## Сучасне становище
В даний час територія МишкІнського повіту (в межах на 1917 рік) входить до складу Мишкінського, Некоузського і Углицького районів Ярославської області і Кашинського і Кесовогорського районів Тверській області.